# برونو روستی
برونو روستی (انگلیسی: Bruno Rossetti؛ ۹ اکتبر ۱۹۶۰ – ۹ فوریه ۲۰۱۸) تیرانداز اهل ایتالیا بود.
وی در مسابقات کشوری و بین‌المللی در مجموع برندهٔ ۱ مدال برنز شده‌است.